# Farní sbor Českobratrské církve evangelické ve Velkém Meziříčí
Farní sbor Českobratrské církve evangelické ve Velkém Meziříčí je sborem Českobratrské církve evangelické ve Velkém Meziříčí. Sbor spadá pod Horácký seniorát.
Farářkou sboru je Markéta Slámová a kurátorkou Dana Konvalinková.

## Faráři sboru
- Josef Závodský (1929-1943)
- Jiří Novotný (1943-1947)
- Jaroslav Pleva (1948-1971)
- Jiří Ruml (1971–1987)
- Joel Ruml (1987–1999)
- Pavel Janošík (2000–2016)
- Markéta Slámová (od r. 2016)